# Grande Prêmio da África do Sul de 1970
Resultados do Grande Prêmio da África do Sul de Fórmula 1 realizado em Kyalami em 7 de março de 1970. Primeira etapa da temporada, nele o australiano Jack Brabham conquistou a décima quarta e última vitória de sua carreira pela Brabham-Ford com Denny Hulme em segundo na McLaren-Ford e Jackie Stewart em terceiro na March-Ford.

## Resumo

### Surge a March
Fundada por Max Mosley, Alan Rees, Graham Coaker e Robin Herd em 1969, a March estreou como equipe de Fórmula 1 na África do Sul de 1970 sob os cuidados de Chris Amon e Jo Siffert, evento que não impediu o referido construtor de fornecer carros para a equipe de Ken Tyrrell, patrão de Jackie Stewart e Johnny Servoz-Gavin, bem como vender um bólido para a gigante petrolífera STP e com ele Mario Andretti regressou à Fórmula 1, onde disputou três corridas em 1969. Nesse mesmo ano o norte-americano venceu as 500 Milhas de Indianápolis e meses depois conquistou pela terceira vez título do certame organizado pelo United States Auto Club.
Vinculado à Matra desde 1966, Ken Tyrrell escolheu a March como fornecedora de chassis após desentender-se com os franceses quanto ao uso dos motores V12, motivo pelo qual a Matra International, nome sob o qual a Tyrrell Racing Organisation competiu em 1968 e 1969, foi extinta. Em consequência do distrato a Equipe Matra Sports foi restaurada tendo Jean-Pierre Beltoise e Henri Pescarolo como seus pilotos.

### Graham Hill retorna
Na seara de pilotos e equipes Jacky Ickx voltou para a Ferrari e Pedro Rodríguez para a BRM enquanto a Brabham trouxe o BT33 a ser guiado por Rolf Stommelen (sob o patrocínio da Auto Motor und Sport) enquanto o bólido de Jack Brabham teria o azul turquesa e o amarelo como suas cores. Quem não pôde estrear seu novo carro foi a Lotus, obrigada a continuar com o Lotus 49 até o novo Lotus 72 ficar pronto. Dona do novo M14A, a McLaren seria mais uma vez representada por Bruce McLaren e Denny Hulme, bem como por John Surtees, pois o campeão mundial de 1964 usaria um modelo McLaren M7C de especificação antiga como embrião sua própria equipe, a Surtees Racing Organisation. Por outro lado, Piers Courage defenderia a Frank Williams Racing Cars a bordo de um chassi De Tomaso ao invés de recorrer aos carros antigos da Brabham.
Em termos simbólicos nenhum retorno foi mais celebrado que o do bicampeão mundial Graham Hill, vítima de um grave acidente que fraturou suas pernas no Grande Prêmio dos Estados Unidos de 1969. Convalescente por cinco meses, voltou às pistas na etapa sul-africana a bordo de um Lotus 49C pertencente à Rob Walker Racing Team.

### Treinos oficiais
Sem sombra de dúvida a March impressionou em Kyalami, pois o campeão mundial Jackie Stewart assegurou a pole position em mais um bom resultado para a equipe de Ken Tyrrell enquanto Chris Amon levou seu March de fábrica ao segundo lugar adiante de Jack Brabham em seu novo carro. Stewart e Amon marcaram o mesmo tempo, contudo o britânico assegurou a posição de honra por ter ido à  pista antes de seu rival neozelandês. Jochen Rindt e Jacky Ickx compartilharam a segunda fila, enquanto a terceira contou com Denny Hulme, John Surtees e Jean-Pierre Beltoise. Em sentido inverso Rolf Stommelen estreou discretamente na Fórmula 1 com sua Brabham, em vigésimo terceiro lugar.
Embora tenha sido apenas a terceira pole position na carreira de Jackie Stewart, esta marca figura nos compêndios da Fórmula 1 graças a um fato: a March tornou-se a sexta equipe na história a obter a posição de honra em sua corrida de estreia, algo inédito desde John Surtees com uma Lola-Climax no Grande Prêmio dos Países Baixos de 1962.

### Vitória de Jack Brabham
Jackie Stewart fez valer a pole position e manteve o primeiro lugar, mas seu perseguidor imediato era Jacky Ickx graças a um entrevero causado por Rindt que relegou Amon às últimas posições e derrubou Brabham para o sexto lugar. Indócil, o tricampeão australiano ultrapassou Bruce McLaren, Jackie Oliver, Jean-Pierre Beltoise e Jacky Ickx subindo para a vice-liderança da prova em apenas seis voltas. Disposto a acelerar, Brabham reduziu paulatinamente sua desvantagem em relação a Stewart e na vigésima volta ultrapassou o campeão mundial de 1969 na reta dos boxes e dezoito giros mais tarde foi a vez de Denny Hulme superar Jackie Stewart e subir para o segundo lugar.
Mesmo com a piora em seu rendimento, Stewart possuía confortabilíssima de quase um minuto em relação a Jean-Pierre Beltoise, o quarto colocado. Menos sorte tiveram John Surtees, Jacky Ickx e Jochen Rindt, membros da turma dos motores quebrados, e também Jackie Oliver, alijado por uma falha no câmbio. Destes apenas Surtees teve algum consolo, pois na volta seis o mesmo assinalou a primeira volta mais rápida na história da McLaren, embora tenha sido a última na carreira do piloto. Entretanto, a volúpia de Jack Brabham era tamanha que ele igualou o melhor giro do dia em Kyalami a nove voltas do fim da porfia. Administrando sua vantagem com sabedoria e disposto a comemorar uma vitória inédita desde o Grande Prêmio do Canadá de 1967, o australiano cruzou a linha de chegada oito segundos adiante de Denny Hulme com Jackie Stewart em terceiro lugar, compondo uma cena rara: um pódio formado apenas por pilotos que já foram campeões mundiais.
Em quarto lugar, Jean-Pierre Beltoise salvou a honra da Matra e foi o único entre os ponteiros a não possuir um motor Ford enquanto John Miles chegou em quinto lugar com a Lotus e marcou os únicos pontos de sua carreira, enquanto Graham Hill terminou na sexta posição, mas saudou este resultado como um dos melhores de sua carreira em razão de sua mobilidade reduzida após as extensas cirurgias a que foi submetido. Terminada a corrida, ele não conseguiu sair sozinho do carro e por isso foi auxiliado por terceiros.
Jack Brabham liderava o mundial de pilotos com 9 pontos, mesma contagem exibida pela Brabham no topo do mundial de construtores.

## Classificação da prova

### Grid de largada
| Pos.   | Nº | Piloto               | Construtor     | Equipe                        | Tempo  | Dif.  |
| ------ | -- | -------------------- | -------------- | ----------------------------- | ------ | ----- |
| 1      | 1  | Jackie Stewart       | March-Ford     | Tyrrell Racing Organisation   | 1:19.3 |       |
| 2      | 15 | Chris Amon           | March-Ford     | March Engineering             | 1:19.3 | -     |
| 3      | 12 | Jack Brabham         | Brabham-Ford   | Motor Racing Developments Ltd | 1:19.6 | + 0.3 |
| 4      | 9  | Jochen Rindt         | Lotus-Ford     | Gold Leaf Team Lotus          | 1:19.9 | + 0.6 |
| 5      | 17 | Jacky Ickx           | Ferrari        | Scuderia Ferrari SpA SEFAC    | 1:20.0 | + 0.7 |
| 6      | 6  | Denny Hulme          | McLaren-Ford   | Bruce McLaren Motor Racing    | 1:20.1 | + 0.8 |
| 7      | 7  | John Surtees         | McLaren-Ford   | Team Surtees                  | 1:20.2 | + 0.9 |
| 8      | 3  | Jean-Pierre Beltoise | Matra          | Equipe Matra Elf              | 1:20.2 | + 0.9 |
| 9      | 16 | Jo Siffert           | March-Ford     | March Engineering             | 1:20.2 | + 0.9 |
| 10     | 5  | Bruce McLaren        | McLaren-Ford   | Bruce McLaren Motor Racing    | 1:20.3 | + 1.0 |
| 11     | 8  | Mario Andretti       | March-Ford     | STP Corporation               | 1:20.5 | + 1.2 |
| 12     | 19 | Jackie Oliver        | BRM            | Owen Racing Organisation      | 1:20.9 | + 1.6 |
| 13     | 25 | Dave Charlton        | Lotus-Ford     | Scuderia Scribante            | 1:20.9 | + 1.6 |
| 14     | 10 | John Miles           | Lotus-Ford     | Gold Leaf Team Lotus          | 1:21.0 | + 1.7 |
| 15     | 14 | Rolf Stommelen       | Brabham-Ford   | Auto Motor Und Sport          | 1:21.2 | + 1.9 |
| 16     | 20 | Pedro Rodríguez      | BRM            | Owen Racing Organisation      | 1:21.3 | + 2.0 |
| 17     | 2  | Johnny Servoz-Gavin  | March-Ford     | Tyrrell Racing Organisation   | 1:21.4 | + 2.1 |
| 18     | 4  | Henri Pescarolo      | Matra          | Equipe Matra Elf              | 1:21.5 | + 2.2 |
| 19     | 11 | Graham Hill          | Lotus-Ford     | Rob Walker Racing Team        | 1:21.6 | + 2.3 |
| 20     | 22 | Piers Courage        | De Tomaso-Ford | Frank Williams Racing Cars    | 1:22.0 | + 2.7 |
| 21     | 24 | Peter de Klerk       | Brabham-Ford   | Team Gunston                  | 1:22.7 | + 3.4 |
| 22     | 23 | John Love            | Lotus-Ford     | Team Gunston                  | 1:23.1 | + 3.8 |
| 23     | 21 | George Eaton         | BRM            | Owen Racing Organisation      | 1:24.6 | + 5.3 |
| Fonte: |    |                      |                |                               |        |       |

### Corrida
| Pos    | Nº | Piloto               | Construtor     | Voltas | Tempo/Diferença     | Grid | Pontos |
| ------ | -- | -------------------- | -------------- | ------ | ------------------- | ---- | ------ |
| 1      | 12 | Jack Brabham         | Brabham-Ford   | 80     | 1:49:35.4           | 3    | 9      |
| 2      | 6  | Denny Hulme          | McLaren-Ford   | 80     | 8.1                 | 6    | 6      |
| 3      | 1  | Jackie Stewart       | March-Ford     | 80     | 17.1                | 1    | 4      |
| 4      | 3  | Jean-Pierre Beltoise | Matra          | 80     | + 1:13.1            | 8    | 3      |
| 5      | 10 | John Miles           | Lotus-Ford     | 79     | + 1 volta           | 14   | 2      |
| 6      | 11 | Graham Hill          | Lotus-Ford     | 79     | + 1 volta           | 19   | 1      |
| 7      | 4  | Henri Pescarolo      | Matra          | 78     | + 2 voltas          | 18   |        |
| 8      | 23 | John Love            | Lotus-Ford     | 78     | + 2 voltas          | 22   |        |
| 9      | 20 | Pedro Rodríguez      | BRM            | 76     | + 4 voltas          | 16   |        |
| 10     | 16 | Jo Siffert           | March-Ford     | 75     | + 5 voltas          | 9    |        |
| 11     | 24 | Peter de Klerk       | Brabham-Ford   | 75     | + 5 voltas          | 21   |        |
| 12     | 25 | Dave Charlton        | Lotus-Ford     | 73     | Motor               | 13   |        |
| 13     | 9  | Jochen Rindt         | Lotus-Ford     | 72     | Motor               | 4    |        |
| Ret    | 17 | Jacky Ickx           | Ferrari        | 60     | Motor               | 5    |        |
| Ret    | 7  | John Surtees         | McLaren-Ford   | 60     | Motor               | 7    |        |
| Ret    | 21 | George Eaton         | BRM            | 58     | Motor               | 23   |        |
| Ret    | 2  | Johnny Servoz Gavin  | March-Ford     | 57     | Motor               | 17   |        |
| Ret    | 5  | Bruce McLaren        | McLaren-Ford   | 39     | Motor               | 10   |        |
| Ret    | 22 | Piers Courage        | De Tomaso-Ford | 39     | Acidente            | 20   |        |
| Ret    | 8  | Mario Andretti       | March-Ford     | 26     | Superaquecimento    | 11   |        |
| Ret    | 14 | Rolf Stommelen       | Brabham-Ford   | 23     | Motor               | 15   |        |
| Ret    | 19 | Jackie Oliver        | BRM            | 22     | Câmbio              | 12   |        |
| Ret    | 15 | Chris Amon           | March-Ford     | 14     | Superaquecimento    | 2    |        |
| DNS    | 11 | Brian Redman         | Lotus-Ford     |        | Carro cedido a Hill |      |        |
| Fonte: |    |                      |                |        |                     |      |        |

## Tabela do campeonato após a corrida
| Pos.   | Piloto               | Pontos |
| ------ | -------------------- | ------ |
| 1      | Jack Brabham         | 9      |
| 2      | Denny Hulme          | 6      |
| 3      | Jackie Stewart       | 4      |
| 4      | Jean-Pierre Beltoise | 3      |
| 5      | John Miles           | 2      |
| Fonte: |                      |        |

| Pos.   | Construtor   | Pontos |
| ------ | ------------ | ------ |
| 1      | Brabham-Ford | 9      |
| 2      | McLaren-Ford | 6      |
| 3      | March-Ford   | 4      |
| 4      | Matra        | 3      |
| 5      | Lotus-Ford   | 2      |
| Fonte: |              |        |

- Nota: Somente as primeiras cinco posições estão listadas. Em 1970 os pilotos computariam seis resultados nas sete primeiras corridas do ano e cinco nas últimas seis. Neste ponto esclarecemos: na tabela dos construtores figurava somente o melhor colocado dentre os carros de um time.